# Samsung Galaxy Note 20
Samsung Galaxy Note 20 та Galaxy Note 20 Ultra (стилізовано та продавалися як Samsung Galaxy Note20 та Galaxy Note20 Ultra) — смартфони розроблені компанією Samsung Electronics, що входять до серії фаблетів зі стилусами Galaxy Note і є наступниками смартфонів серії Galaxy Note 10. Були представлені 5 серпня 2020 року разом з Galaxy Z Fold 2. Продажі в Україні офіційно стартували з 20 серпня 2020 року.

## Дизайн
У Galaxy Note 20 задня панель виконана з пластику, а екран зі скла Corning Gorilla Glass 5. У Galaxy Note 20 Ultra задня панель та екран виконані зі скла Gorilla Glass Victus. Бокова частина смартфонів виконана з нержавіючої сталі. 
Смартфони захищені від вологи та пилюки по стандарту IP68 (занурення до глибини 1,5 м до 30 хвилин).
Знизу знаходяться роз'єм USB-C, динамік, мікрофон та місце під стилус S Pen. Зверху знаходяться другий мікрофон та слот під 2 SIM-картки у Galaxy Note 20 та гібридний слот під 2 SIM-картки або 1 SIM-картку і карту пам'яті формату MicroSD до 1,5 ТБ у Galaxy Note 20 Ultra. З правого боку знаходяться кнопки регулювання гучності та кнопка блокування смартфону.
Samsung Glalaxy Note 20 має спеціальне матове покриття так зване Mystic для зменшення появи відбитків пальців на корпусі й в Україні продавався у трьох кольорах (сірому, зеленому та бронзовому).
Samsung Glalaxy Note 20 Ultra продавався в Україні у трьох кольорах (бронзовому, чорному, білому) за ціною від 27399 грн (станом на березень 2021 року).

## Технічні характеристики

### Апаратне забезпечення

#### Платформа
Смартфони для глобального ринку отримали процесор виробництва Samsung Exynos 990, та графічний процесор Mali-G77 MP11. Смартфони для американського та китайського ринків отримали процесор виробництва Qualcomm Snapdragon 865+, та графічний процесор Adreno 650.

#### Акумулятор
Samsung Galaxy Note 20 отримав акумулятор об'ємом 4300 мА·год, а Note 20 Ultra — 4500 мА·год. 
Також смартфони мають підтримку 25-ватної швидкої зарядки USB Power Delivery 3.0 (заряджає на 50 % за 30 хвилин), 15-ватної швидкої бездротової зарядки стандарту Qi та зворотної бездротової зарядки на 4,5 Вт (для пристроїв із WiFi).

#### Камера
Galaxy Note 20 отримав основну потрійну камеру 12 Мп, f/1.8 (ширококутний) + 64 Мп, f/2.0 (телеоб'єктив) з 3x гібридним та 30x цифровим збільшенням + 12 Мп, f/2.2 (надширококутний) з автофокусом Dual Pixel, оптичною стабілізацією та здатністю запису відео в роздільній здатності 8K@24fps.
Galaxy Note 20 Ultra отримав основну потрійну камеру 108 Мп, f/1.75 (ширококутний) + 12 Мп, f/3.0 (перископічний телеоб'єктив) з 2x оптичним збільшенням + 16 Мп, f/2.2 (надширококутний) з автофокусом Dual Pixel, оптичною стабілізацією та здатністю запису відео в роздільній здатності 8K@24fps.
Фронтальна камера обох смартфонів отримала роздільність 10 Мп, діафрагму f/2.2 (ширококутний) та здатність запису відео в роздільній здатності 4K@60fps.

#### Екран
Galaxy Note 20 отримав екран Super AMOLED Plus, 6.7", FullHD+ (2400 × 1080), з щільністю пікселів 393 ppi та співвідношенням сторін 20:9. Екран займає 89.2% відносно корпусу. 
Galaxy Note 20 Ultra отримав екран Dynamic AMOLED 2X, 6.9", WQHD (3040 × 1440), з щільністю пікселів 498 ppi та співвідношенням сторін 19.3:9. Екран займає 91.7% відносно корпусу.
Також смартфони отримали круглий виріз під фронтальну камеру, що знаходиться зверху в центрі, вбудований під дисплей ультразвуковий сканер відбитків пальців та підтримку HDR10+.

#### Звук
Смартфони отримали стереодинаміки з підтримкою Dolby Atmos. У ролі другого динаміка виступає розмовний.

#### Пам'ять
Samsung Galaxy Note 20 продавався в комплектації 8/256 ГБ.
Samsung Galaxy Note 20 Ultra продавався в комплектаціях 8/256 ГБ та 8/512 ГБ.

#### S-Pen
S-Pen має меншу затримку у 26 мс на Note 20 та 9 мс на Note 20 Ultra в порівнянні з 42 мс на Note 10 та Note 10+. Крім того, він отримав п'ять нових «Повітряних жестів», які працюють по всьому інтерфейсу, використовуючи акселерометри та гіроскоп, а також "прогнозування на базі ШІ". Автономність акумулятора також покращилась з 10 годин до 24 годин.

#### Аксесуари
В деяких країнах навушники є включеними в комплект, таких як Велика Британія, але не постачаються в інших, таких як США.

### Програмне забезпечення
Смартфони були випущені на One UI 2.5 на базі Android 10. Були оновлені до One UI 5.1 на базі Android 13.

#### Xbox Game Pass
Samsung співпрацює з Xbox, щоб пропонувати Xbox ігри на Note 20. На певних ринках Galaxy Note 20 буде пропонуватися з трьома місяцями безплатного Xbox game pass разом з геймпадом Xbox; Ігри Xbox можна буде транслювати з телефону на телевізор. На Note 20 можна відтворити понад 90 ігор Xbox.

#### Бездротовий режим Samsung DEX
За допомогою функції DEX Samsung Galaxy Note 20 Ultra без додаткових дротів підключаються до Bluetooth-клавіатури, Bluetooth-мишки та монітора або телевізора (з підтримкою Miracast).

## Samsung Galaxy Note 20 та Galaxy Note 20 Utlra з 5G
Samsung Galaxy Note 20 5G та Galaxy Note 20 Ultra 5G — версії Galaxy Note 20 та Note 20 Ultra що отримали підтримку 5G. Продаються в країнах, в яких встановлюються 5G мережі. Були анонсовані разом зі звичайними версіями.
Samsung Galaxy Note 20 5G продається в комплектаціях 8/128 та 8/256 ГБ.
Samsung Galaxy Note 20 Ultra 5G продається в комплектаціях 12/128, 12/256 та 12/512 ГБ.